# Kaya F.C.–Iloilo
Kaya Futbol Club–Iloilo (phát âm tiếng Tagalog: [ˈkaja futbol]; hay Una Kaya Futbol Club, Inc.) là một câu lạc bộ bóng đá Philippines có trụ sở ở Iloilo City. Đội bóng thi đấu ở Philippines Football League, hạng đấu cao nhất của bóng đá Philippines. Câu lạc bộ từng một lần vô địch Cúp UFL và một lần vô địch Copa Paulino Alcantara. Kaya cũng từng thi đấu ở Cúp AFC.
Thành lập năm 1996 với tên gọi Kaya Futbol Club ở Makati, tên gọi của câu lạc bộ có nguồn gốc từ cụm từ trong tiếng Philippines káya ("we can"). Trong ngôn ngữ Tagalog cổ, từ được mô tả như là susi ng kapatiran ("chìa khóa của tình anh em").  Cả hai định nghĩa này đều tạo cơ sở cho tinh thần đồng đội và tầm nhìn của Kaya. Câu lạc bộ là thành viên sáng lập của United Football League (UFL)—giải đấu cấp cao nhất trên thực tế của bóng đá Philippines vào thời điểm đó. Đội đã chơi ở UFL trong suốt thời gian tồn tại từ năm 2010 đến năm 2016. Năm 2017, câu lạc bộ đổi tên thành Kaya F.C. – Makati khi gia nhập Philippines Football League (PFL), giải đấu hàng đầu chính thức của bóng đá Philippines. Năm 2018, đội chuyển đến thành phố Iloilo và đổi tên cho phù hợp.

## Cầu thủ

### Đội một
Tính đến 13 tháng 6 năm 2021
Ghi chú: Quốc kỳ chỉ đội tuyển quốc gia được xác định rõ trong điều lệ tư cách FIFA. Các cầu thủ có thể giữ hơn một quốc tịch ngoài FIFA.
| Số | VT | Quốc gia    | Cầu thủ                  |
| -- | -- | ----------- | ------------------------ |
| 1  | TM | Philippines | Zach Banzon              |
| 4  | HV | Nhật Bản    | Masanari Omura (đội phó) |
| 5  | HV | Philippines | Camelo Tacusalme         |
| 7  | TĐ | Philippines | Jovin Bedic (đội trưởng) |
| 8  | TV | Philippines | Marwin Angeles           |
| 9  | TĐ | Philippines | Eric Giganto             |
| 10 | TĐ | Philippines | Kenshiro Daniels         |
| 12 | TĐ | Ghana       | Patrick Asare            |
| 13 | TĐ | Philippines | Jesus Melliza            |
| 14 | TV | Nhật Bản    | Ryo Fujii                |
| 15 | HV | Philippines | Marco Casambre           |

| Số | VT | Quốc gia           | Cầu thủ           |
| -- | -- | ------------------ | ----------------- |
| 17 | TV | Philippines        | Arnel Amita       |
| 18 | TĐ | Philippines        | Jarvey Gayoso     |
| 19 | HV | Trinidad và Tobago | Carlyle Mitchell  |
| 20 | TĐ | Nhật Bản           | Daizo Horikoshi   |
| 21 | TV | Philippines        | Dylan De Bruycker |
| 22 | TV | Philippines        | Fitch Arboleda    |
| 23 | HV | Philippines        | Simone Rota       |
| 25 | TM | Philippines        | Louie Casas       |
| 27 | HV | Philippines        | Shirmar Felongco  |
| 44 | HV | Philippines        | Audie Menzi       |
| —  | TM | Philippines        | Nathan Bata       |

## Thành tích châu lục
| Mùa giải | Giải đấu             | Vòng đấu      | Câu lạc bộ         | Tỉ số     | Tỉ số     | Agg. / Pos.    |
| Mùa giải | Giải đấu             | Vòng đấu      | Câu lạc bộ         | Sân nhà   | Sân khách | Agg. / Pos.    |
| -------- | -------------------- | ------------- | ------------------ | --------- | --------- | -------------- |
| 2016     | AFC Cup              | Vòng bảng     | Kitchee            | 0–1       | 0–1       | Bảng F (thứ 2) |
| 2016     | AFC Cup              | Vòng bảng     | New Radiant        | 1–0       | 0–0       |                |
| 2016     | AFC Cup              | Vòng bảng     | Balestier Khalsa   | 1–0       | 3–0       |                |
| 2016     | AFC Cup              | Vòng 16 đội   | Johor Darul Ta'zim | 2–7       | —         |                |
| 2019     | AFC Cup              | Vòng bảng     | Lao Toyota         | 5–1       | 1–1       | Bảng H (3rd)   |
| 2019     | AFC Cup              | Vòng bảng     | Home United        | 5–0       | 0–2       |                |
| 2019     | AFC Cup              | Vòng bảng     | PSM Makassar       | 1–2       | 1–1       |                |
| 2020     | AFC Cup              | Vòng bảng     | Shan United        | Bị hủy bỏ | 2–0       | Bảng H (thứ 2) |
| 2020     | AFC Cup              | Vòng bảng     | Tampines Rovers    | 0–0       | Bị hủy bỏ | Bảng H (thứ 2) |
| 2020     | AFC Cup              | Vòng bảng     | PSM Makassar       | Bị hủy bỏ | 1–1       | Bảng H (thứ 2) |
| 2021     | AFC Champions League | Vòng sơ loại  | Brisbane Roar      | Bị hủy bỏ | Bị hủy bỏ | —              |
| 2021     | AFC Champions League | Vòng play-off | Shanghai Port      | 1–0       |           | —              |
| 2021     | AFC Champions League | Vòng bảng     | BG Pathum United   |           | 1–4       | Bảng F (TBD)   |
| 2021     | AFC Champions League | Vòng bảng     | Viettel            | 0-5       | 1-0       | Bảng F (TBD)   |
| 2021     | AFC Champions League | Vòng bảng     | Ulsan Hyundai      |           |           | Bảng F (TBD)   |

### Thứ hạng Câu lạc bộ AFC
Tính đến 14 tháng 6 năm 2020.
| Thứ hạng hiện tại | Quốc gia                             | Đội              |
| ----------------- | ------------------------------------ | ---------------- |
| 86                | Philippines                          | Kaya F.C.-Iloilo |
| 87                | Indonesia                            | Persija Jakarta  |
| 88                | Các Tiểu vương quốc Ả Rập Thống nhất | Al Shabab        |
| 89                | Thái Lan                             | Bangkok United   |
| 90                | Bahrain                              | Al Hidd          |

## Danh hiệu

### Quốc gia

#### Giải vô địch
- United Football League Division 1
  - Á quân (2): 2010, 2012

#### Cúp
- UFL Cup
  - Vô địch: 2015
- UFL FA Cup
  - Á quân: 2014
- Copa Paulino Alcantara
  - Vô địch: 2018

## Nhân sự
Tính đến 20 tháng 6 năm 2020
| Vị trí                   | Tên                   | Quốc tịch   |
| ------------------------ | --------------------- | ----------- |
| Quản lý chung            | Paul Tolentino        | Philippines |
| Quản lý đội              | Aly Borromeo          | Philippines |
| Điều phối chung          | Ariel Serrantes       | Philippines |
| Huấn luyện viên trưởng   | Graham Harvey         | Anh         |
| Trợ lý huấn luyện viên   | Yu Hoshide            | Nhật Bản    |
| Huấn luyện viên thủ môn  | Rolando Cabañiero Jr. | Philippines |
| Bác sĩ vật lý trị liệu   | Eunice Maliuanag      | Philippines |
| Bác sĩ vật lý trị liệu   | Jolo Catipon          | Philippines |
| Bác sĩ vật lý trị liệu   | Joshua Castelo        | Philippines |
| Trang phục               | Ching Bautista        | Philippines |
| Truyền thông và tiếp thị | Jing Jamlang          | Philippines |

## Huấn luyện viên trưởng
| Giai đoạn      | Tên                |
| -------------- | ------------------ |
| 1996–2002      | Robert Kovach      |
| 2011–2012      | Juan Cutillas      |
| 2012           | Michael Alvarez    |
| 2012–2013      | Maor Rozen         |
| 2013           | Melo Sabacan       |
| 2013–2014      | David Perković     |
| 2014–2015      | Adam Reekie        |
| 2015           | Fabien Larry Lewis |
| 2015–2017      | Chris Greatwich    |
| 2016 (Cúp AFC) | Joel Villarino     |
| 2017–2020      | Noel Marcaida      |
| 2020           | Oliver Colina      |
| 2021-          | Graham Harvey      |

## Nhà tài trợ
| Giai đoạn | Nhà sản xuất trang phục | Tài trợ áo đấu                                                      |
| --------- | ----------------------- | ------------------------------------------------------------------- |
| 2010–11   | Rudy Project            | Cignal                                                              |
| 2011–2013 | Mizuno                  | LBC Express1Belo Medical Group, Delimondo2                          |
| 2013–2019 | LGR Athletics           | LBC Express, Yellow Cab 1Belo Medical Group, Gatorade, Tokyo-Tokyo2 |
| 2019–2021 | Adidas                  | LBC Express, Fitness First                                          |
| 2021–nay  | LGR Athletics           | LBC Express                                                         |

- 1 Tài trợ áo đấu chính (tên nằm ở vị trí trước áo).
- 2 Tài trợ thứ hai (tên hầu hết nằm ở vị trí phía sau áo).

## Thành tích
| Mùa giải                                    | Hạng đấu | Số đội | Thứ hạng               | PFL Cup | PFF NMCC  | UFL Cup     | FA Cup | League Cup | Cúp AFC               |
| ------------------------------------------- | -------- | ------ | ---------------------- | ------- | --------- | ----------- | ------ | ---------- | --------------------- |
| 2009                                        | —        | —      | —                      | —       | —         | Bán kết     | —      | —          | —                     |
| 2010                                        | 1        | 8      | thứ 2                  | —       | —         | Rút lui     | —      | —          | —                     |
| 2011                                        | 1        | 7      | thứ 4                  | —       | —         | Hạng tư     | —      | —          | —                     |
| 2012                                        | 1        | 10     | thứ 3                  | —       | —         | Tứ kết      | —      | —          | —                     |
| 2013                                        | 1        | 10     | thứ 4                  | —       | Hạng ba   | Vòng 16 đội | —      | —          | —                     |
| 2014                                        | 1        | 9      | thứ 3                  | —       | —         | —           | Á quân | Tứ kết     | —                     |
| 2015                                        | 1        | 10     | thứ 4                  | —       | Vòng bảng | Vô địch     | —      | —          | —                     |
| 2016                                        | 1        | 12     | thứ 5                  | —       | —         | Hạng ba     | —      | —          | Vòng 16 đội           |
| 2017                                        | 1        | 8      | thứ 3 (Mùa giải chính) | —       | —         | —           | —      | —          | —                     |
| 2017                                        | 1        | 8      | thứ 4 (Vòng chung kết) | —       | —         | —           | —      | —          | —                     |
| 2018                                        | 1        | 6      | thứ 2                  | Vô địch | —         | —           | —      | —          | —                     |
| 2019                                        | 1        | 7      | thứ 2                  | thứ 2   | —         | —           | —      | —          | Vòng bảng             |
| 2020                                        | 1        | 6      | thứ 2                  | —       | —         | —           | —      | —          | Vòng bảng (bị hủy bỏ) |
| Cập nhật tính đến ngày 10 tháng 11 năm 2020 |          |        |                        |         |           |             |        |            |                       |